# Señora
Señora è una telenovela venezuelana prodotta nel 1988 ed interpretata da Maricarmen Regueiro, Carlos Mata, Caridad Canelon, Flavio Caballero ed Umberto Buonocore composta da 229 episodi.

## Programmazione italiana
La telenovela, in Italia, è andata in onda per la prima volta dal 12 febbraio 1990 nel pomeriggio e in seguito anche in prima serata su Odeon TV che però ne trasmise solo la metà degli episodi (in quanto il circuito, durante la messa in onda del serial, fallì e dunque interruppe le proprie trasmissioni); in seguito è stata trasmessa, stavolta integralmente, da Rete 4 tra il 1991 ed il 1992 all'interno del contenitore pomeridiano Buon pomeriggio condotto da Patrizia Rossetti; dopodiché Señora è stata ritrasmessa in replica da varie syndication e televisioni locali. Nel 2009 la telenovela è stata replicata anche da Lady Channel, il canale di Sky Italia dedicato alle produzioni seriali sudamericane e nel 2014 da Vero Capri, il canale digitale dedicato alle telenovelas.

## Trama
Constituciòn Mendez è una ragazza buona, ingenua e umile che lavora presso una fattoria, il cui proprietario è Eleazar Rangel, un uomo cinico e senza scrupoli. Costui era solito abusare delle giovani donne e una notte osa violenza a Constituciòn. La giovane rimane incinta e viene cacciata dalla fattoria; in seguito dà alla luce una bambina che le viene rubata mentre le fanno credere che sia nata morta.
Trascorrono 25 anni e quella bambina, alla quale venne dato il nome di Eugenia Montiel, è una ragazza cresciuta allo sbando ed ha quasi terminato di scontare la pena di 5 anni di reclusione per un piccolo crimine. Eugenia ha vissuto questi anni covando un profondo risentimento nei confronti di Diego Mendoza, il giudice che aveva emesso la sentenza. Constituciòn, nel frattempo, è divenuta una donna ricca, potente ed autoritaria, apparentemente dura e perfida ma in realtà buona e molto fragile. Ha contratto un matrimonio di interessi con Jacinto Perdomo, un uomo che tratta come un oggetto da cui ha avuto due figlie: Altagracia ed Irina; Costitucion tradisce Perdomo con un miliardario di nome Anselmo Itriago, al quale è legata da una morbosa passione. Eugenia, alla vigilia della scarcerazione, riceve la visita di Endrina Montoya, un'anziana che le promette di prendersi cura di lei. Costei è la sorella di Candida, la donna che aveva accudito Eugenia quando era molto piccola e dalla quale il destino l'aveva separata; il suo più grande desiderio è quello di riaverla al suo fianco poiché non vivrà ancora a lungo.
Endrina, un giorno, si reca da Constituciòn per rivelarle l'identità della sua prima figlia e che non era affatto morta come le avevano riferito, ma la donna, credendola una volgare ciarlatana, la caccia in malo modo.
In seguito Constituciòn conosce Diego, del quale si sente subito fortemente attratta poiché le ricorda un suo antico amore. L'uomo, dal canto suo, vorrebbe riconciliarsi con la moglie, Pilar, con la quale aveva avuto qualche dissapore, soprattutto per dare alla figlia, Maria degli Angeli, una famiglia e la serenità di cui aveva bisogno. Eugenia, intanto, una volta libera, va a vivere a casa delle sorelle Montoya, nei confronti delle quali inizialmente si dimostra fredda e diffidente, ma in breve la comprensione e l'affetto di Candida la trasformano completamente.
Nello stesso tempo Constituciòn apprende dello stato di vegetale in cui versa Eleazar e, facendosi passare per una sua parente, lo fa trasferire in casa sua per umiliarlo e farsi raccontare la verità su quella bambina che anni addietro aveva partorito.
Un brutto giorno le condizioni di salute di Candida si aggravano bruscamente e la donna prima di morire rivela a Eugenia che sua madre è ancora viva e che avrebbe dovuto rivolgersi ad una certa Constituciòn Mendez. La ragazza parte per un viaggio alla ricerca di sua madre ma, durante la sosta in un motel, alcuni delinquenti, che intendono rapinare il posto, la prendono come ostaggio e la mettono con la forza alla guida di un'auto con la quale sarebbero fuggiti. Con la vettura Eugenia travolge involontariamente Pilar, la moglie di Diego Mendoza. La donna, che aveva deciso di trascorrere assieme al marito una notte in quel motel, disgraziatamente muore poco dopo il ricovero. Eugenia, ritenuta colpevole dell'omicidio, viene arrestata ma abilmente riesce a scappare e, non sapendo come dimostrare la propria innocenza, si rifugia in un convento. Tempo dopo fugge vestita da suora e dopo aver vagabondato a lungo per le strade di Caracas si ferma in un locale dove casualmente incontra niente di meno che Diego. L'uomo le si avvicina e confida alla ragazza, che intanto si fa chiamare Suor Alessandra, di aver sofferto molto per la perdita della moglie e in un secondo momento la porta a casa sua.
Eugenia, credendo che si fossero finalmente calmate le acque, abbandona la casa di Diego per dirigersi verso la dimora di Constituciòn, dove trova impiego come infermiera di Eleazar. In questo periodo fa conoscenza con Anselmo, di cui ben presto riesce a conquistare l'affetto e la stima. Nello stesso tempo reincontra Diego e l'uomo, senza neanche lontanamente immaginare che si tratti di Eugenia, poiché la ragazza si era fatta passare per la sorella di quella suora che aveva conosciuto poco prima, si scopre innamorato di lei. Quindi le propone di sposarlo e la giovane naturalmente accetta in quanto sente di ricambiare i suoi sentimenti, destando la gelosia di Anselmo e di Constituciòn, la quale nel frattempo aveva tentato un approccio con Diego, l'uomo che avrebbe voluto sposare.
Nello stesso tempo, Constituciòn, dopo aver cominciato a dubitare della morte della sua prima figlia a causa della rivelazione fattale da Endrina, decide di indagare su cosa fosse realmente accaduto 25 anni prima. Quindi si reca nella clinica in cui aveva partorito dove, dopo aver controllato gli archivi, le comunicano che la bambina che cerca era morta poco dopo il parto. In seguito si reca presso il cimitero dove si presume che la bimba fosse stata seppellita e il custode le mostra la lapide.
Constituciòn è profondamente amareggiata e altrettanto irata nei confronti di Eugenia ed Endrina, che considera due sporche arriviste ed è fermamente convinta che le due donne le volevano solo spillare del denaro. In seguito Constituciòn scopre che Eugenia Montiel è la ragazza che lavora in casa sua e, dopo aver appreso che è ritenuta colpevole della morte della moglie di Diego, è convinta di avere in pugno una prova necessaria e sufficiente per distruggere la sua rivale. Innanzitutto corrompe il portiere del motel dove si era consumata la rapina, affinché ammetta la colpevolezza di Eugenia per quanto era accaduto quella notte. In un secondo momento ne parla con Diego, il quale si rende conto che la donna con la quale vuole unire la sua vita potrebbe tranquillamente essere l'assassina della moglie, almeno secondo quanto viene affermato da tutti.
A peggiorare la situazione interviene Silvina, nemica giurata di Eugenia, con la quale aveva condiviso parecchi anni di galera ed a cui era legata da vecchi e profondi rancori. La ragazza fa tutto il possibile per screditare Eugenia dinanzi a Diego, parlandogli del desiderio di vendetta e del risentimento che aveva nutrito nei suoi confronti durante gli anni di detenzione.
Diego è adirato e non ha che parole di odio nei confronti di Eugenia e, deciso a vendicare la morte della moglie, la denuncia e la conduce al commissariato ma la giovane, grazie all'aiuto di un'amica, riesce a fuggire e ingenuamente si rivolge proprio a Constituciòn per chiederle aiuto, ignorando le sue malvagie trame. La donna finge di volerle dare una mano e le indica un posto dove alcuni uomini l'avrebbero portata in salvo, mentre incarica Silvina e altri malviventi di spaventare la ragazza. Silvina, invece, coglie l'occasione per eliminare Eugenia e la fa ridurre in cattivissimo stato. La ragazza, che intanto aveva scoperto di essere incinta, viene portata in ospedale più morta che viva mentre Anselmo, nonostante tutto ancora molto innamorato di lei, la fa sottoporre ad una costosa terapia, della quale si accolla tutte le spese, nella speranza che possa riprendersi al più presto. Inoltre contatta i migliori avvocati affinché dimostrino la sua innocenza, di cui l'uomo è pienamente convinto.
Le condizioni di Eugenia pertanto migliorano notevolmente mentre la sua gravidanza procede miracolosamente bene. La ragazza è costretta a tornare in carcere ma la sua permanenza dietro le sbarre è destinata a durare poco; infatti Anselmo presto riesce ad ottenere il permesso di portarla a casa sua, in attesa del processo.
Constituciòn, che nel frattempo ha scoperto di aspettare un figlio da Diego, con cui sta avendo una relazione, riesce ad ottenere il divorzio da Giacinto, benché il suo ex-marito non sia affatto consenziente. Quindi la donna organizza una festa per celebrare il suo fidanzamento con Diego ma, durante la cerimonia, irrompe Giacinto che, folle dalla gelosia, le spara un colpo di pistola colpendola al ventre. Constituciòn perde la creatura che stava aspettando e, con rammarico, apprende di non poter più avere figli.
Nello stesso tempo Eugenia accetta di sposare Anselmo, in nome della gratitudine che prova nei suoi confronti per esserle stato vicino in un momento tanto difficile della sua vita, pur ammettendo di continuare ad amare Diego.
Trascorrono i mesi ed Eugenia dà alla luce un bel maschietto, che viene chiamato Aquiles, ma Diego si vede costretto a separarlo dalla madre per salvargli la vita, in quanto i medici gli hanno diagnosticato una grave malattia, da cui però il bimbo riesce a guarire in pieno.
Intanto Eleazar, nel frattempo rimessosi del tutto, vorrebbe parlare con Diego per smascherare Constituciòn, ma la donna riesce a intercettare le sue intenzioni; quindi incarica alcuni uomini di sequestrarlo e di farlo rinchiudere in una clinica psichiatrica.
Finalmente giunge il giorno nel quale sarebbe stata emessa la sentenza a carico di Eugenia e la ragazza viene dichiarata innocente. Diego in un primo momento non può fare a meno di lasciarsi travolgere dalla collera ma ben presto si convince dell'errore commesso per averla ritenuta colpevole. La gioia che prova Eugenia è immensa, ma purtroppo viene stroncata dalla morte di Endrina, la quale spira senza riuscire a rivelarle ciò che sapeva sulle sue origini.
Tempo dopo Eugenia ed Anselmo decidono di partire per un lungo viaggio ma la giovane è costretta a rinunciare al figlio che sarebbe cresciuto accanto a Constituciòn. Infatti, Eugenia, dato il suo passato di galeotta non poteva certo essere considerata una madre esemplare, a differenza di Constituciòn che, in quanto nota e stimata, avrebbe avuto le carte in regola per crescere il bimbo nel miglior dei modi.
Passano 5 anni, durante i quali Eugenia si è trasformata in un'autentica signora, colta e raffinata, affermatasi come scrittrice grazie al romanzo Señora, acclamato sia dal pubblico che dalla critica. Il suo chiodo fisso è il figlio Aquiles, al quale desidera tanto potersi riavvicinare. Anselmo, dopo aver scoperto di essere gravemente malato e che gli resta ormai poco da vivere, è intenzionato a tornare in Venezuela con la moglie per aiutarla a realizzare il suo desiderio.
Eugenia pertanto cerca di conquistare l'affetto del figlio, ma il piccolo, sobillato da Constituciòn, non vuole saperne nulla della sua vera madre. La donna, infatti, vuole vendicarsi di Eugenia per aver dato a Diego quel figlio che lei non avrebbe mai potuto avere, ma i suoi propositi svaniscono quando scopre di essere in stato interessante. D'altra parte, grazie al decisivo intervento di Diego, il piccolo Aquiles a poco a poco comincia ad avvicinarsi ad Eugenia, alla quale presto si affeziona.
Intanto Constituciòn, decisa a liberarsi di Eleazar una volta per tutte, dà l'incarico ad alcuni scagnozzi affinché lo uccidano. L'uomo per miracolo riesce a salvarsi e viene curato da una donna, ma, quando si riprende, non ricorda più nulla del suo passato.
Nello stesso tempo Anselmo, persuaso da Diego, parte per gli Stati Uniti d'America per farsi curare ma in seguito fa diffondere la notizia della sua morte. Viene celebrato il suo funerale ed il matrimonio con Eugenia viene di conseguenza annullato. Nel frattempo Elena, l'infermiera di Eleazar, sulla base di alcuni indizi, sospetta che Eugenia sia la figlia di costui; quindi, assieme ad un'amica, dà il via ad alcune ricerche e alla fine scopre che Eleazar e Consituciòn sono i genitori di Eugenia e che l'uomo aveva fatto costruire una tomba facendo credere che vi fosse stata seppellita la loro bambina, mentre vi fece mettere delle pietre. Elena ne parla con Diego, il quale ordina che venga aperta la tomba, per verificare quanto la donna avesse scoperto, e in essa, infatti, vi trovano solo sassi.
Eugenia, intanto, è decisa a prendersi una rivalsa nei confronti di Constituciòn e comincia ad indagare sull'aggressione subita da Silvina 5 anni addietro per dimostrare che vi fosse stato lo zampino della donna. A poco a poco vengono a galla dei fatti che infangano la reputazione di Constituciòn che, grazie alle testimonianze di uno degli aggressori, viene accusata di tentato omicidio e di conseguenza arrestata. Diego, pertanto, comincia a meditare sul tipo di donna con cui si è sposato.
Intanto Eleazar viene finalmente rintracciato e trasferito a casa di Elena, dove in breve recupera la memoria; quindi si reca da Eugenia per parlarle di Constituciòn e del suo passato, ma soprattutto per rivelarle che la donna è sua madre. Eugenia, commossa, desidera dimenticare il passato e aiutare la madre ad uscire di prigione. Per fortuna interviene Silvina, oramai pentita, che si presenta al commissariato e, dichiarandosi colpevole dell'aggressione ad Eugenia, riesce a scagionare Constituciòn. La donna, poco prima di tornare in libertà, riceve la visita di Arturo Sandoval, il giovane con il quale 25 anni prima aveva avuto una relazione. Costei era sempre stata convinta che la figlia partorita anni prima fosse figlia dell'uomo ma questi gli confessa che ciò non era affatto possibile poiché lui era sterile.
Constituciòn, nonostante le innumerevoli prove, non riesce a credere che Eugenia sia sua figlia, rifiutandosi di accettare la realtà. La sua ostinazione nel negare l'evidenza finisce per cessare un giorno, quando, assieme a Eleazar, si reca presso la fattoria dei Montiel. La proprietaria di essa le mostra un baule in cui vi sono contenuti i vestitini che aveva preparato per la sua bambina. La donna rimane profondamente turbata ma finalmente si convince di essere la madre di Eugenia con la quale si riconcilia mentre la giovane, dal canto suo, le promette di stare alla larga da Diego.
Nel frattempo ritorna Anselmo, il quale, dopo essere miracolosamente guarito, aveva pensato di tornare in patria per riallacciare i rapporti con la sua ex-moglie.
Mesi dopo Constituciòn dà alla luce un maschietto mentre Eleazar muore d'infarto. Eugenia è disperata per la perdita del padre; Constituciòn invece si rifiuta di presentarsi al funerale di Eleazar e la notte stessa il defunto le compare in camera. La donna sembra essere vittima di un grave shock che la costringe a rimanere su una sedia a rotelle senza potersi né muovere né parlare. Cumbamba, una veggente, sicura del fatto che sia stata vittima di un maleficio, si reca presso il cimitero accanto alla tomba di Eleazar e inizia una serie di pratiche esoteriche, grazie alle quali Constituciòn ritrova la salute. La donna, tuttavia, finge di essere inferma per spiare Eugenia e Diego, convinta che i due stessero avendo una relazione, burlandosi del suo stato.
Eugenia, invece, è intenzionata a risposare Anselmo e, durante la cerimonia in cui si festeggia la loro unione, interviene Constituciòn armata di pistola. Costei è decisa ad uccidere la figlia quando interviene Diego che, intercettate le sue intenzioni, le impedisce di compiere quel folle gesto e la riporta a casa con la forza.
Constituciòn si rende conto di essersi sbagliata ancora una volta sul conto della figlia, che aveva sempre rispettato la promessa fattale tempo prima; quindi decide di liberare il campo affinché la giovane possa finalmente unire la sua vita a quella di Diego. Nello stesso modo anche Anselmo si rende conto di non essere amato da Eugenia come avrebbe voluto e parte per un viaggio.
In tal modo Diego e Eugenia si riconciliano e si apprestano a cominciare assieme una nuova vita.

## Curiosità
- La sigla della telenovela, Di ques tu è cantata dal protagonista maschile Carlos Mata, tale sigla venne usata per tutte le trasmissioni italiane della telenovela tranne che per quella su Rete 4 in cui venne utilizzata la canzone Ti sto amando tanto cantata in italiano sempre da Carlos Mata che oltre ad essere attore è infatti anche cantante così come anche Caridad Canelon.

- La telenovela fu trasmessa con molto successo in tutto il Sudamerica ed anche in Italia ed in Spagna ebbe buoni riscontri, tanto che ne sono stati realizzati ben quattro rifacimenti, di cui tre di produzione messicana: il primo nel 1998, a dieci anni esatti dalla prima messa in onda del serial originale, ed intitolato anch'esso Señora, il secondo nel 2003, intitolato Un nuevo amor (Un nuovo amore), ed il terzo nel 2013, intitolato Destino; vi è stato poi anche un remake venezuelano, intitolato Toda una dama, andato in onda nel 2007; nessuno di questi quattro remake è stato mai trasmesso in Italia.